# Lithops karasmontana
Lithops karasmontana är en isörtsväxtart. Lithops karasmontana ingår i släktet Lithops och familjen isörtsväxter.

## Underarter
Arten delas in i följande underarter:
- L. k. bella
- L. k. eberlanzii
- L. k. karasmontana
- L. k. aiaisensis
- L. k. immaculata
- L. k. lericheana
- L. k. tischeri

## Bildgalleri

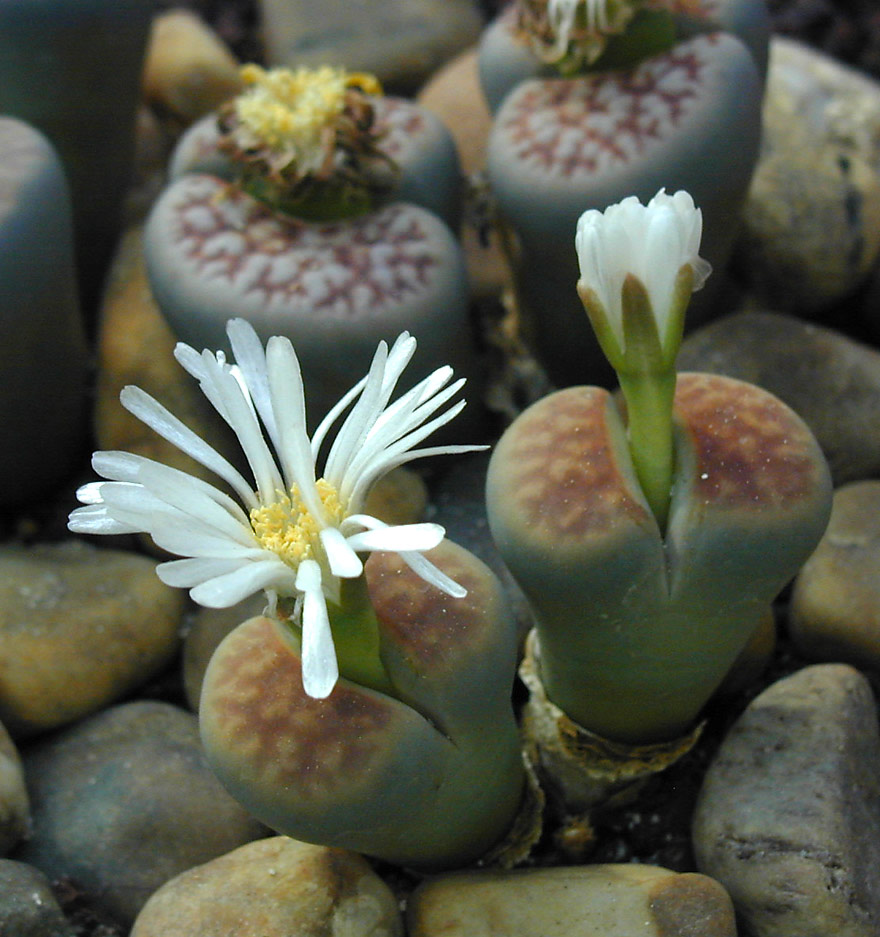
Lithops karasmontana subsp. karasmontana
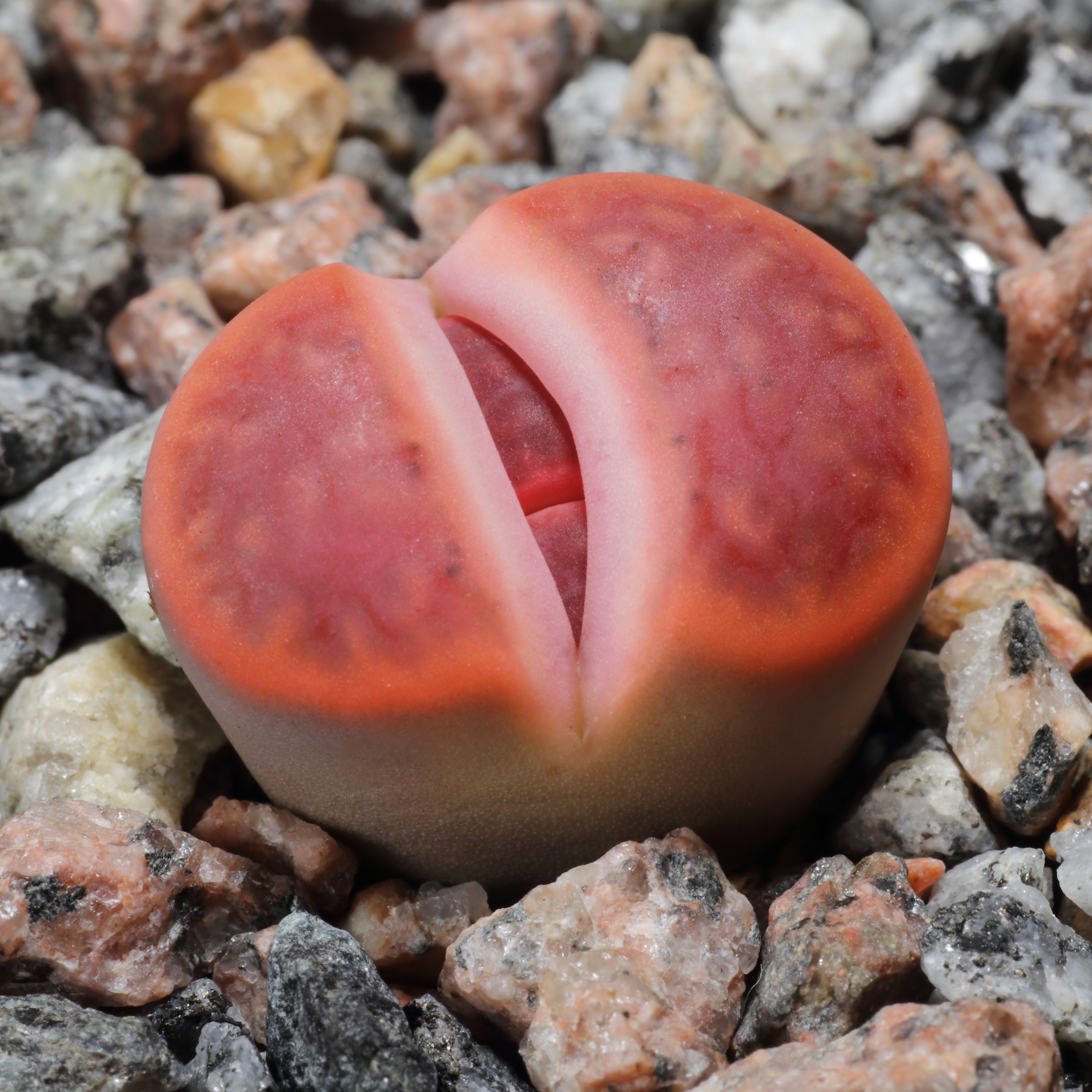
Lithops karasmontana var. lericheana
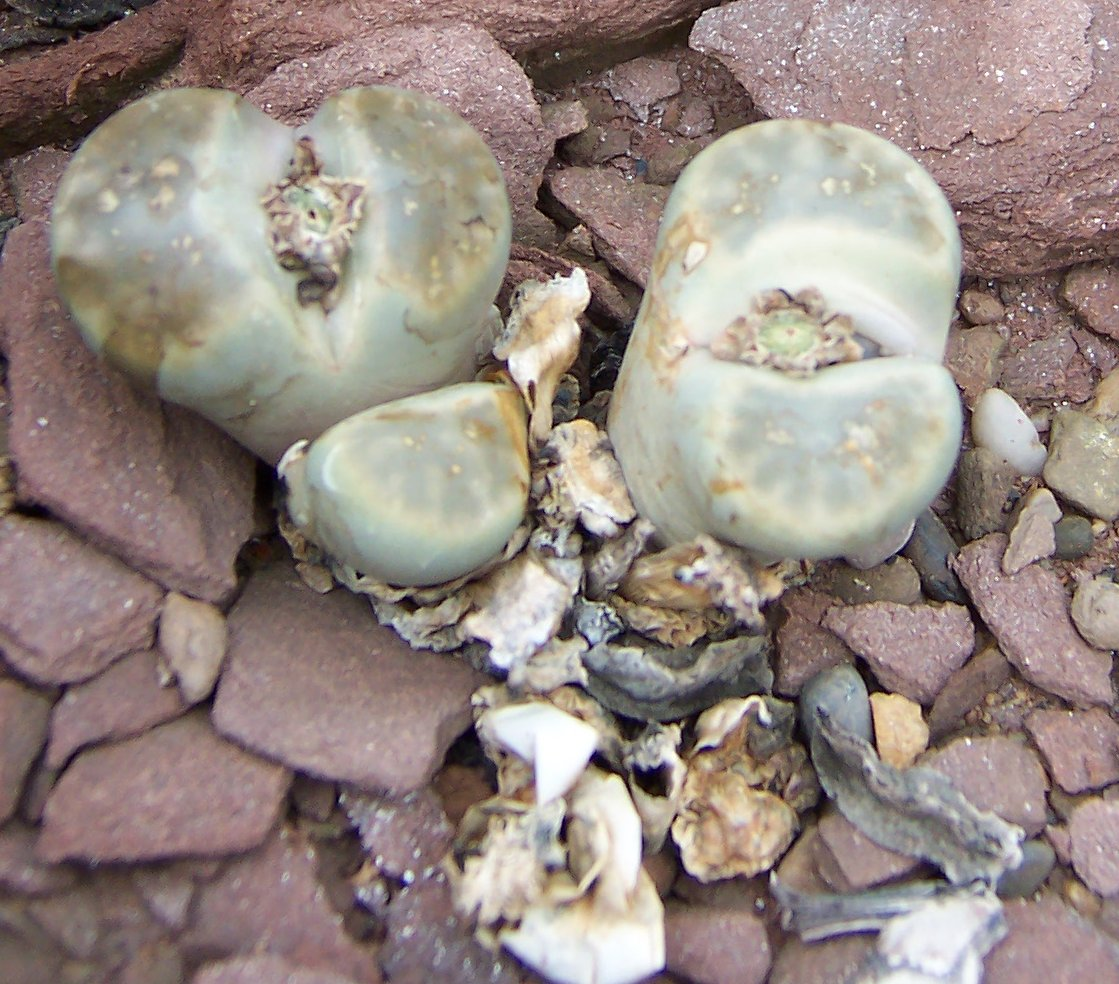
Lithops karasmontana var. bella
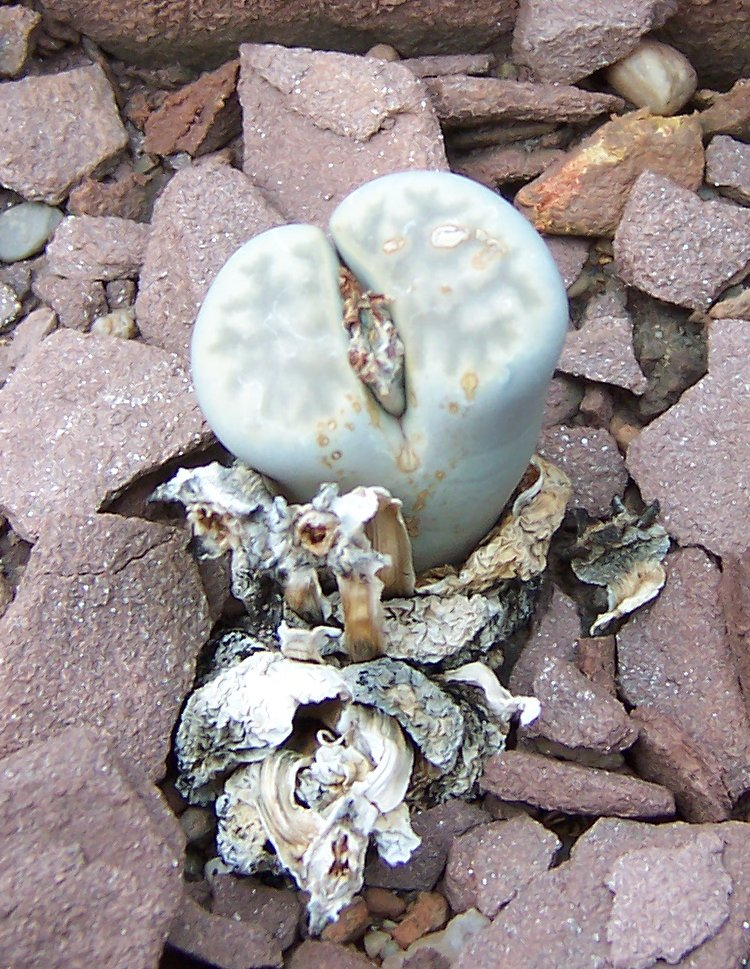
Lithops karasmontana var. bella
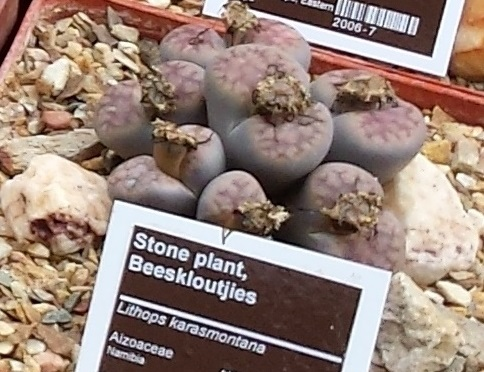
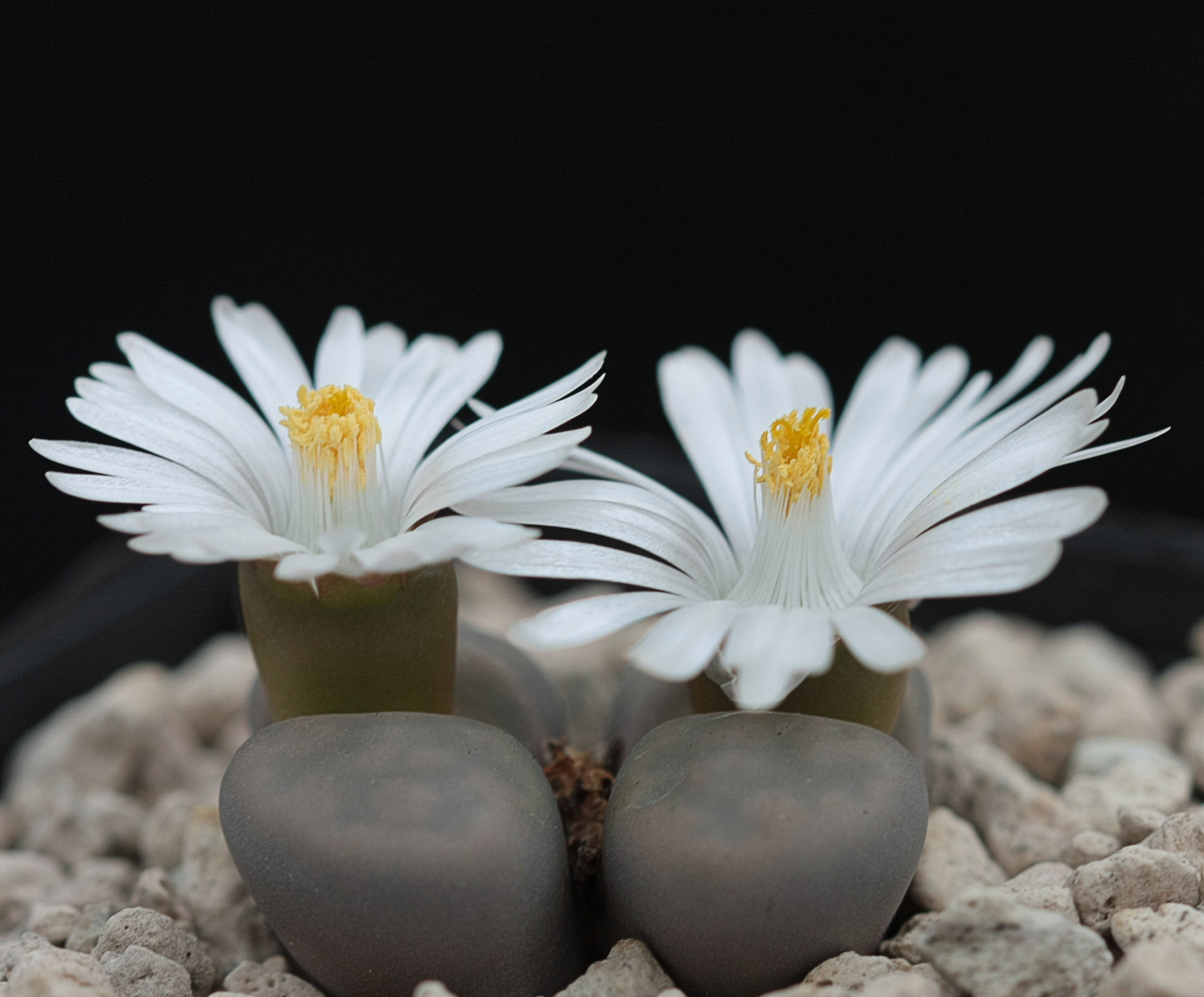
Lithops karasmontana var. opalina